# Åke Lennerstrand
Åke Harald Olaus Lennerstrand, född 12 oktober 1907 i Södertälje, död 17 januari 1997 i Bromma, var en svensk fysiolog.
Efter studentexamen i Stockholm 1927 studerade Lennerstrand vid Stockholms högskola, där han 1934 blev filosofie magister, 1937 filosofie licentiat samt 1941 filosofie doktor och docent i kemisk fysiologi. Senare samma år ändrades docenturens ämne till allmän fysiologi. Lennerstrand var 1933–1945 först amanuens och sedan som docent knuten till högskolans experimentalzoologiska avdelning vid Wenner-Grens institut, och 1938–1939 var han Rockefellerstipendiat vid Listerinstitutet i London. Efter lärarverksamhet, bland annat vid Solbacka läroverk blev han 1945 lektor i biologi med hälsolära och kemi vid Högre allmänna läroverket i Vänersborg. Från 1947 var han rektor vid Högre allmänna läroverket i Kristianstad. Lennerstrands vetenskapliga forskning låg främst inom enzymforskningens område. I sin doktorsavhandling behandlade han fosforyleringsprocesserna och cozymassyntesen i den levande cellen, dessutom undersökte han bland annat enzymsystemen i röda blodkroppar. Sina resultat publicerade han delvis i den nederländska facktidskriften Enzymologia.
Åke Lennerstrand var son till sjökaptenen Carl August Olsson. Han var far till medicinprofessor Gunnar Lennerstrand. Åke Lennerstrand är begraven på Bromma kyrkogård.